# Aleksander Tarnawiecki
Aleksander Tarnawiecki (ur. ok. 1838, zm. 15 stycznia 1898 w Bykowcach) – polski ziemianin.

## Życiorys

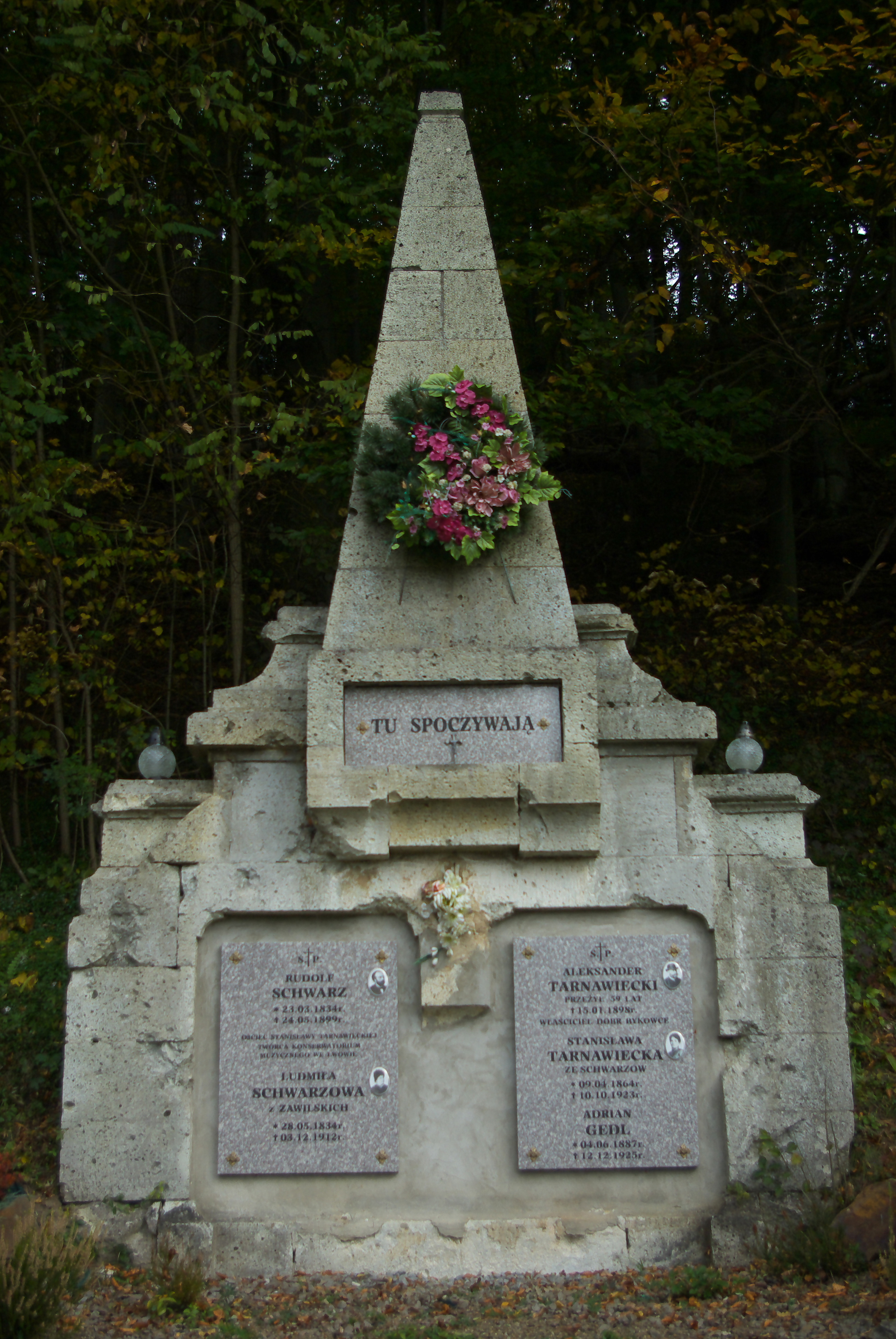
Grobowiec rodzinny Tarnawieckich i Schwarzów

Przed 1890 został właścicielem dóbr tabularnych Dolina (dwór w Dolinie), a około 1890 objął we władanie majątek Bykowce (dwór w Bykowcach), który posiadał do końca życia (wcześniej majątki te posiadał Marceli Tarnawiecki, a po śmierci w 1886 spadkobiercy po nim, natomiast według stanu z 1897 właścicielami Doliny byli już Godzimir i Marcela Małachowscy).
Był mężem Stanisławy z domu Schwarz (1864-1923, córka Rudolfa i Ludmiły). Zmarł 15 stycznia 1898 w Bykowcach w wieku 59 lat. Został pochowany na cmentarzu w Bykowcach 17 stycznia 1898. Po jego śmierci dobrami w Bykowcach władała wdowa po nim, Stanisława Tarnawiecka.